# Chrysops laetus
Chrysops laetus är en tvåvingeart som beskrevs av Fabricius 1805. Chrysops laetus ingår i släktet Chrysops och familjen bromsar. Inga underarter finns listade i Catalogue of Life.